# Sebastiano Esposito
Sebastiano Esposito (Castellammare di Stabia, Campania, 2 de julio de 2002) es un futbolista italiano que juega en la demarcación de delantero para el Cagliari Calcio de la Serie A.
Es hermano menor del mediocampista Salvatore Esposito y mayor del también delantero Francesco Pio Esposito. Con su hermano Francesco, compartió plantel en el Inter de Milán.

## Biografía
Tras empezar a formarse como futbolista en el Brescia Calcio, tras tres años se marchó a la disciplina del Inter de Milán, con el que empezó jugando en la sección sub-19 del club. Finalmente hizo su debut con el primer equipo el 14 de marzo de 2019 en la Liga Europa de la UEFA contra el Eintracht Frankfurt, sustituyendo a Borja Valero en el minuto 73. Su debut en liga vino siete meses después, el 26 de octubre, en un partido contra el Parma Calcio 1913.
Marcó su primer gol como profesional el 21 de diciembre del mismo año en un partido de Serie A contra el Genoa C. F. C., siendo el segundo jugador más joven en la historia del Inter en anotar en dicha competición.
En septiembre de 2020 fue cedido a la S. P. A. L. una temporada. El 15 de enero de 2021 se canceló la cesión y se marchó al Venezia F. C. hasta el 30 de junio. En julio de ese mismo año volvió a ser prestado, en esta ocasión al F. C. Basilea. Repitió doce meses después, siendo el R. S. C. Anderlecht su nuevo destino. Esta última cesión se canceló a finales de enero de 2023 para volver a Italia con la S. S. C. Bari. Las siguientes dos campañas militó en la U. C. Sampdoria y el Empoli F. C. Tras esta última cesión regresó al Inter de Milán, con el que jugó cuatro partidos en la Copa Mundial de Clubes de la FIFA 2025, y en agosto acumuló un nuevo préstamo al Cagliari Calcio, que tenía la obligación de comprarlo si se cumplían determinadas condiciones.

## Clubes
| Club                         | País    | Año       | Partidos | Goles |
| ---------------------------- | ------- | --------- | -------- | ----- |
| Inter de Milán               | Italia  | 2019-2020 | 15       | 1     |
| S. P. A. L. (cedido)         | Italia  | 2020-2021 | 13       | 1     |
| Venezia F. C. (cedido)       | Italia  | 2021      | 19       | 2     |
| F. C. Basilea (cedido)       | Suiza   | 2021-2022 | 34       | 7     |
| R. S. C. Anderlecht (cedido) | Bélgica | 2022-2023 | 21       | 2     |
| S. S. C. Bari (cedido)       | Italia  | 2023      | 15       | 4     |
| U. C. Sampdoria (cedido)     | Italia  | 2023-2024 | 23       | 6     |
| Empoli F. C. (cedido)        | Italia  | 2024-2025 | 37       | 10    |
| Inter de Milán               | Italia  | 2025      | 4        | 0     |
| Cagliari Calcio (cedido)     | Italia  | 2025-     |          |       |